# رودولف باير (سياسي)
رودولف باير (بالإنجليزية: Rudolph Beyer)‏ هو سياسي أمريكي، ولد في 30 أكتوبر 1889، وتوفي في 1970. انتخب عضو مجلس ولاية ويسكونسن.